# Richard D. Fairbank
Richard Dana Fairbank, född 18 september 1950, är en amerikansk företagsledare som är medgrundare, styrelseordförande, president och VD för den amerikanska bank- och finanskoncernen Capital One Financial Corporation. Han satt som ledamot i kreditkortsföretaget Mastercard Inc. först i deras styrelse med ansvarsområdet för USA och sen mellan 2004 och 2006 i deras koncernstyrelse.
Han inledde sin yrkeskarriär med att börja arbeta på tidigt 1980-tal för konsultfirman Strategic Planning Associates (är idag en del av Oliver Wyman Group, dotterbolag till Marsh McLennan). 1988 fick både Fairbank och arbetskollegan, britten Nigel Morris anställning hos den regionala bankkoncernen Signet Banking Corporation i syfte att driva och leda bankens nystartade division för kreditkort. 1994 meddelade Signet att divisionen skulle knoppas av och bli ett självständigt bolag i syfte att försöka öka sitt företagsvärde för sina aktieägare. Det var tänkt initialt att det nya företaget skulle heta Oakstone Financial Corporation men efter några månader fick den istället namnet Capital One Financial Corporation. Allt blev officiellt i februari 1995. Fairbank blev styrelseordförande och VD medan Morris blev president och COO. 2004 valde Morris att lämna Capital One och grunda investeringsfonden QED Investors, Fairbank tog då även över president-posten.
Han avlade en kandidatexamen i nationalekonomi vid Stanford University och en master of business administration vid Stanford Graduate School of Business.
Fairbank är minoritetsägare i holdingbolaget Monumental Sports & Entertainment, LLC, som i sin tur äger och driver sportlagen Washington Capitals (NHL), Washington Mystics (WNBA) och Washington Wizards (NBA) samt inomhusarenan Capital One Arena.
Den amerikanska ekonomitidskriften Forbes rankade Fairbank till att vara världens 2 537:e rikaste med en förmögenhet på 1,1 miljarder amerikanska dollar för den 11 december 2021.